# Can Flaquer (Mataró)
Can Flaquer és una masia de Mataró (Maresme) protegida com a bé cultural d'interès local.

## Descripció
Masia de planta baixa i pis amb annexos i era. La coberta a dues aigües presenta un decalatge en el carener fruit d'una reforma recent que n'ha augmentat l'alçada. A la façana principal s'observa el portal d'accés amb arc de mig punt de totxo a sardinell, una finestra amb brancals i llinda de pedra i un rellotge de sol.
A la part de ponent s'observa un annex d'una sola planta que manté la mateixa inclinació de la coberta. Al costat de llevant se situa una construcció del segle xix de planta baixa i pis i coberta a dues aigües situada perpendicularment a l'edifici principal. A la façana hi ha una porta amb arc escarser. Els murs del conjunt són senzills, de tàpia i pedra.